# Alpine A110

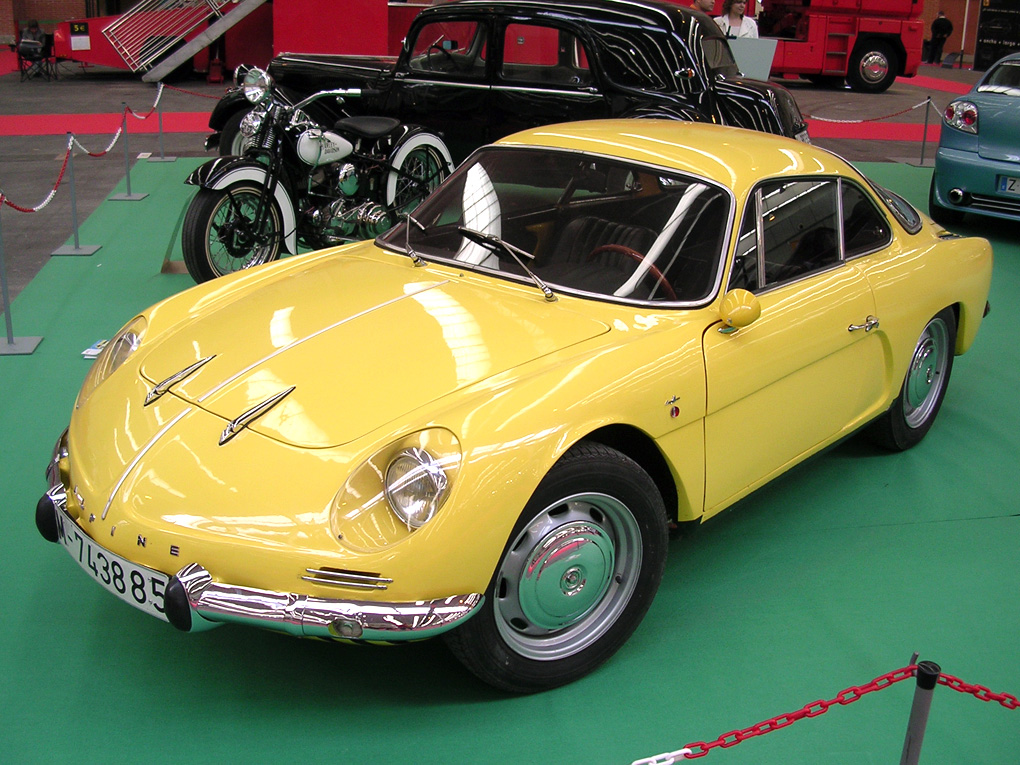
Früher Alpine A110 Berlinette ohne Doppelscheinwerfer

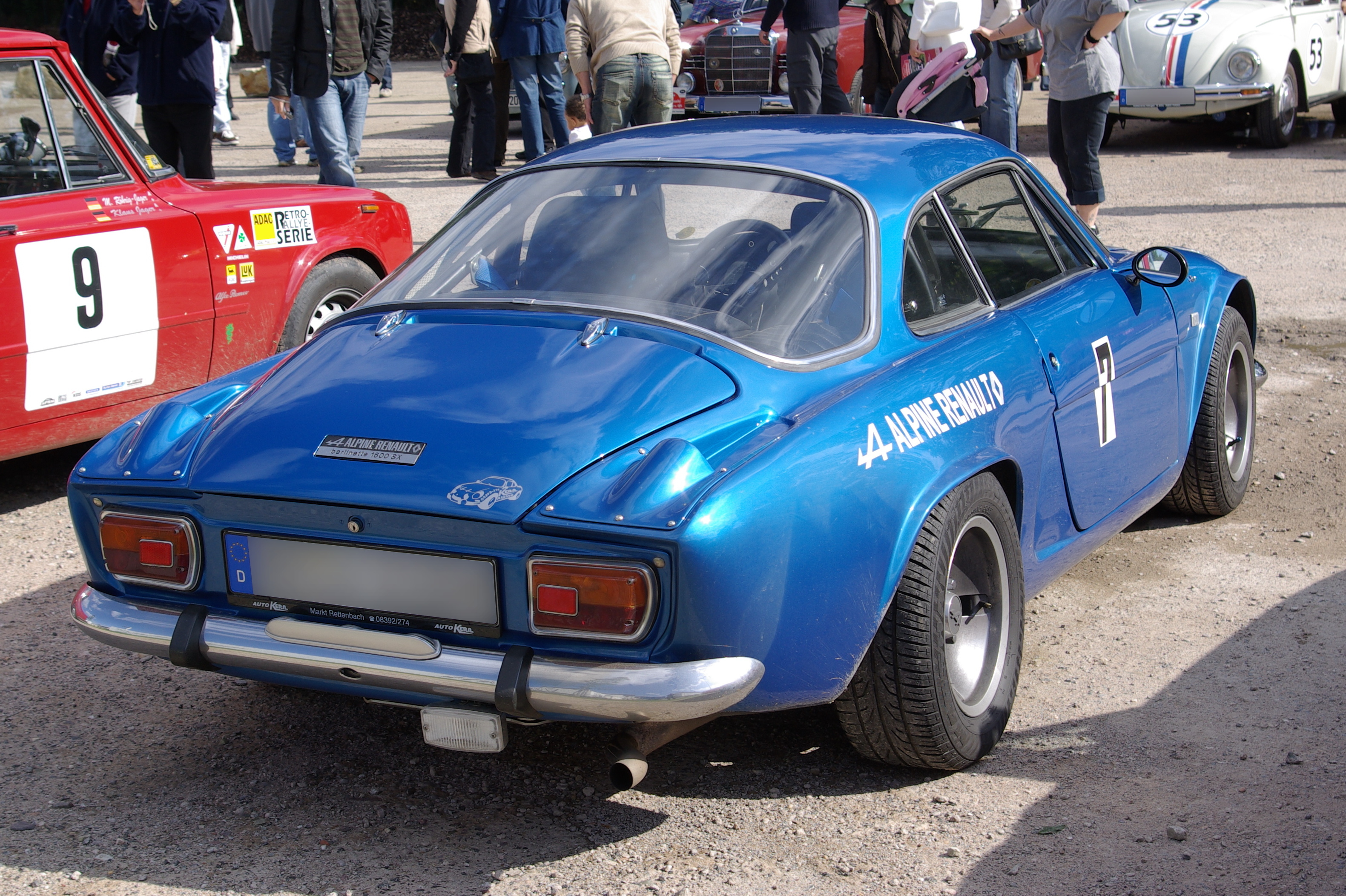
Alpine A110 Berlinette 1600SX, Baujahr 1977

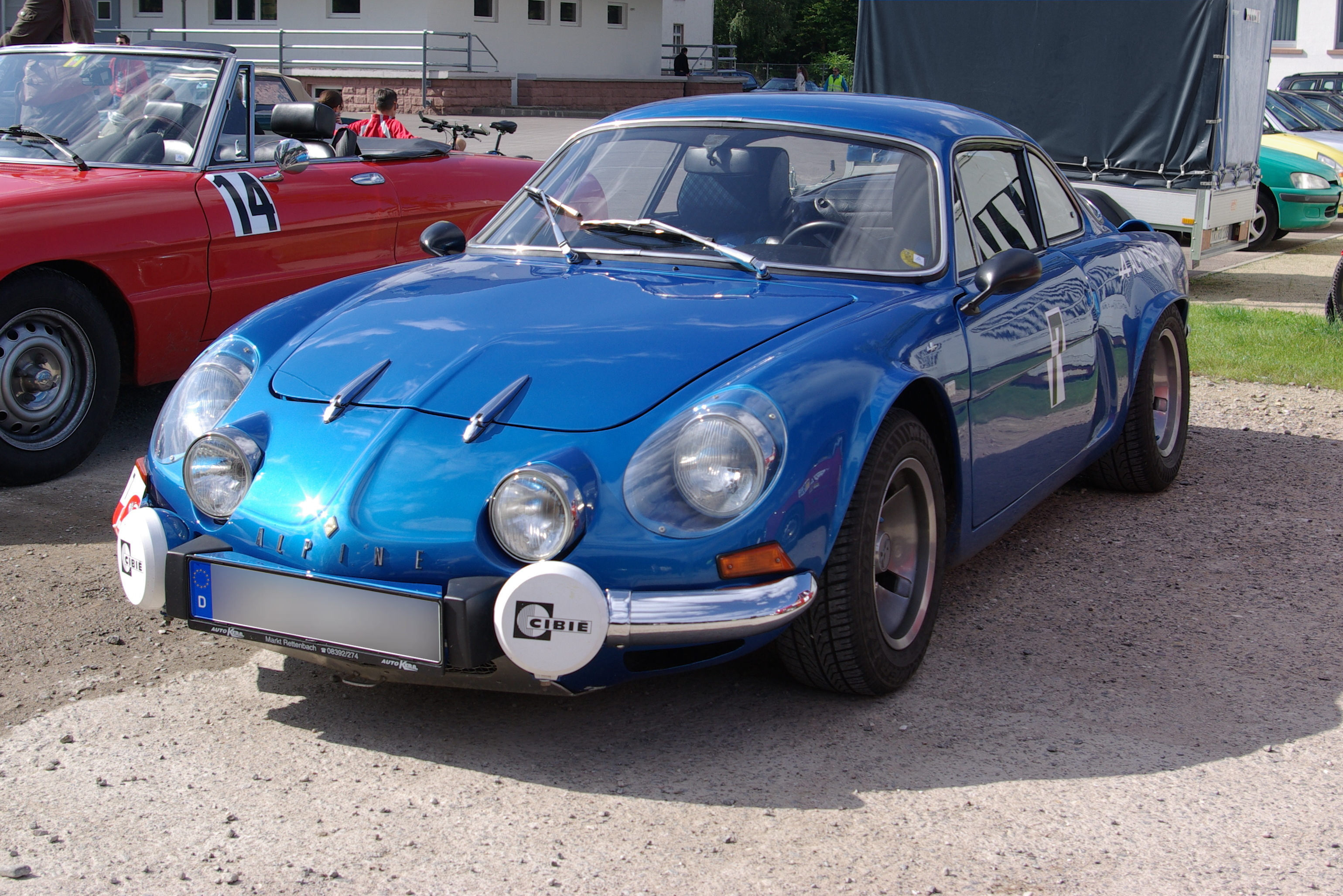
Alpine A110 Berlinette 1600SX, Baujahr 1977

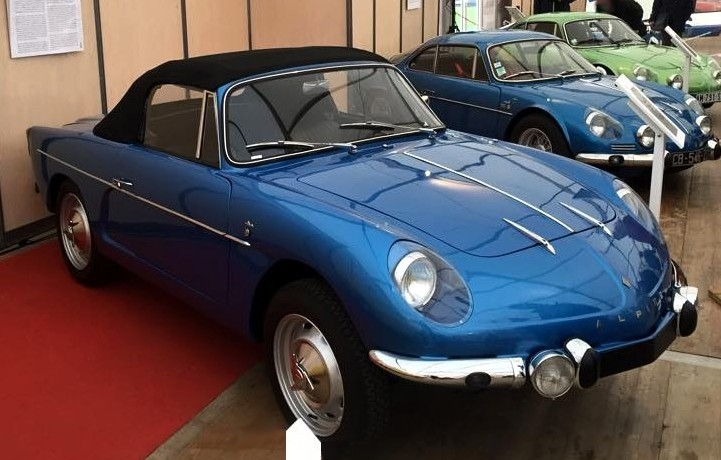
Alpine A110 Cabrio Sport

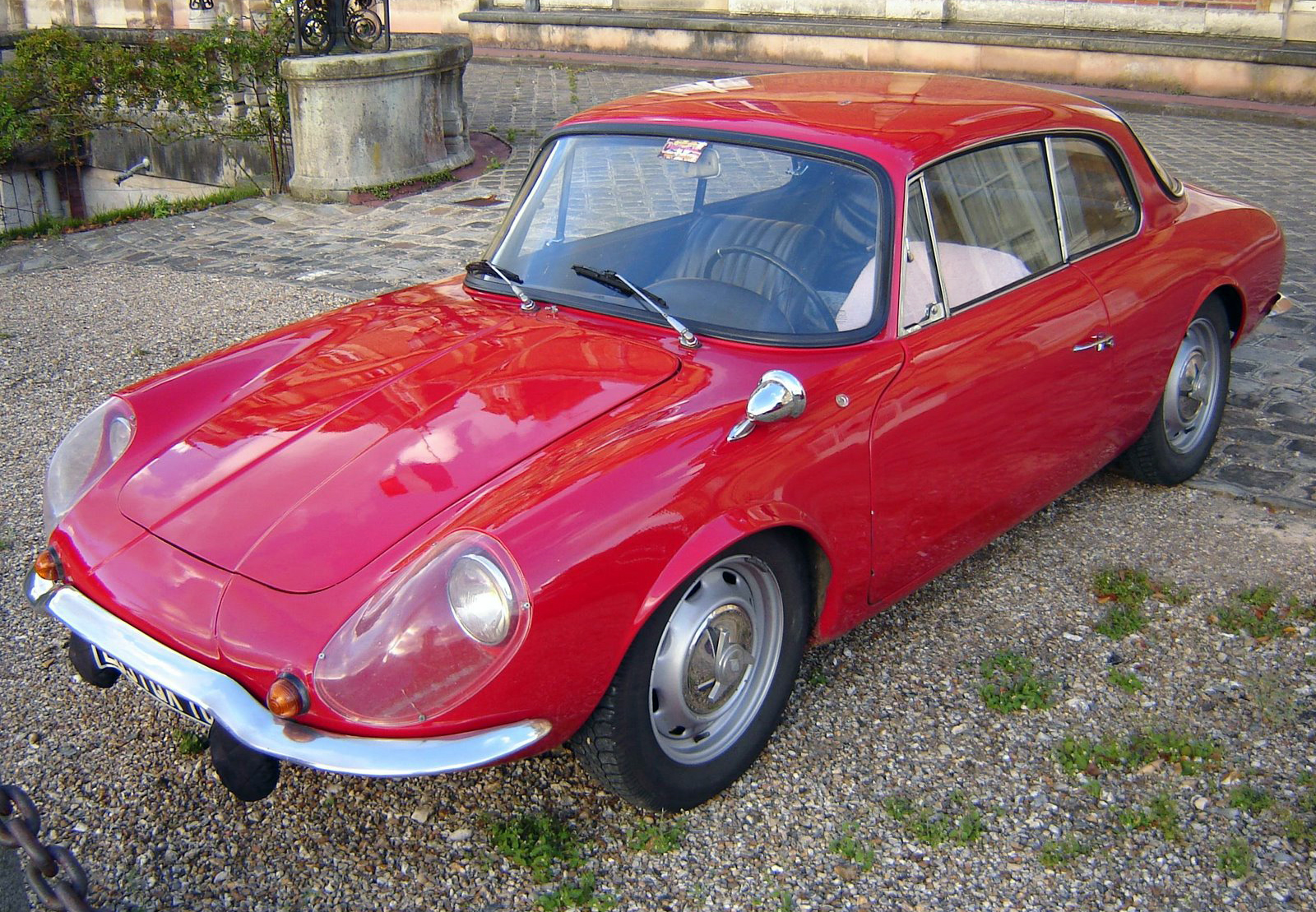
Alpine A110 GT4

Der Alpine A110 ist ein Sportwagen des französischen Autoherstellers Alpine, der von 1962 bis 1977 hergestellt wurde. Er entstand als Weiterentwicklung des A108 Berlinette und wurde viele Jahre im internationalen Renn- und Rallyesport erfolgreich eingesetzt. Die bekanntesten Erfolge sind die Siege in der Rallye Monte Carlo, der Gewinn der Europameisterschaft im Rallyesport und der Gewinn der Rallye-Weltmeisterschaft (1971 und 1973).

## Modelle
Der Alpine A110 wurde in drei verschiedenen Karosserieversionen angeboten. Das am häufigsten produzierte Modell war die Fließheckversion unter der Bezeichnung „Berlinette“. Daneben wurden zeitweise ein zweisitziges Alpine-A110-Cabriolet angeboten sowie der Alpine A110 GT4, ein 2+2-sitziges Sport-Coupé mit eigenständiger Karosserie.

### Alpine A110 Berlinette
Der Alpine A110 Berlinette ist das bekannteste Modell. Er wurde mit der Zusatzbezeichnung „Tour de France“ 1962 in Paris der Öffentlichkeit vorgestellt. damals wurde der A110 noch ohne den Zusatz „Renault“ vermarktet, weil Renault Alpine erst in den 1970er Jahren in mehreren Tranchen kaufte. Als Alpine 1978 zu 100 % übernommen war, war die Produktion des Alpine A110 Berlinette bereits eingestellt.
Die Form des Fahrzeugs entspricht im Wesentlichen der des A108 Berlinette von 1960, der aus dem A108 Cabrio entwickelt wurde. Jedoch wurden unter anderem die Lufteinlässe an den Seiten verschlossen und auch der Tankstutzen verlegt. Die Karosserie des A110 Berlinette wurde zwischen 1962 und 1977 in Details mehrmals überarbeitet. Auch die Technik wurde ständig weiterentwickelt und überarbeitet. Die frühen Versionen des Alpine A110 Berlinette (1962–1967) hatten noch nicht die typischen Doppelscheinwerfer; diese gehörten erst ab 1967 zur Serienausstattung. Ganz frühe A110 hatten auch noch das Armaturenbrett des A108. Die Übergänge zwischen den Modellen waren fließend. 1967/1968 gab es neue Doppelscheinwerfer und auch andere Details der Karosserie wurden überarbeitet (Lufteinlässe, Zierleisten, Scheinwerfer usw.). 1970 wurden andere Blinker eingeführt, die nach oben verlegt und bereits 1971 erneut geändert wurden. Auch gab es ab 1970 eine verbreiterte Rennversion des A110 Berlinette ab Werk. 1973 wurden die ersten Modelle mit 4-Loch-Rädern getestet. Der Alpine A110 bekam außerdem die hintere Radaufhängung des Alpine-A310-4-Zylinders. 1974 wurden die Türgriffe geändert und 1977 erhielten die letzten Alpine A110 Berlinette andere Rückleuchten.
Der Alpine A110 Berlinette wurde mit unterschiedlichen Vierzylindermotoren angeboten. Die ersten Fahrzeuge erhielten den Motor des Renault 8. Dieser wurde  später von Gordini optimiert. Parallel zur Modellumstellung bei Renault folgten Motoren des Renault 12. Auch Versionen, die den im Rennsport eingesetzten Werksfahrzeugen entsprachen, waren als Straßenversion erhältlich. Da die Fahrzeuge von Hand nach Kundenwunsch gefertigt wurden, gibt es individuelle Unterschiede zwischen den Fahrzeugen bereits ab Werk.
Der Alpine A110 Berlinette wurde von 1962 bis 1977 in Dieppe (Nordfrankreich) hergestellt. Darüber hinaus gab es Lizenzbauten in Mexico (1965–1974) bei Diesel National (DINA) als Dinalpin, in Spanien (1963–1977) bei F.A.S.A. und in Bulgarien ab 1967 als Bulgaralpine. Die Lizenzbauten von F.A.S.A. sind unter anderem an dem geänderten Alpine-Emblem bzw. leicht abgerundeten A von Alpine zu erkennen.
Die von 1967 bis 1973 in Bulgarien als Bulgaralpine gebauten A110 bestanden überwiegend aus angelieferten französischen Originalteilen. Die Kunststoffkarosserien der Sportwagen kamen aus bulgarischer Fertigung. Insgesamt wurden etwa 150 Fahrzeuge hergestellt.

### Alpine A110 Cabriolet
Das Alpine-A110-Cabriolet ist eine Rarität. Nur etwa 60 bis 70 Stück wurden von ca. 1963 bis 1969 hergestellt. Es ist eine Weiterentwicklung des Alpine A108 Cabriolet Sport von 1960.
1960 begann Phillipe Charles mit einer Überarbeitung der Karosserie des Alpine-A108-Cabrios. Sein Entwurf wurde bei Citroën am Quai de Jard im Windkanal getestet und hatte einen geringen Luftwiderstand. Das Modelljahr 1960 brachte zunächst für den Alpine A108 eine entscheidende Veränderung. Es entstand die Form, die ab 1962 mit dem A110 weltberühmt wurde.
Bei Diesel National (DINA) in Mexiko wurde das A110-Cabriolet von 1965 bis 1967 als Dinalpin in Lizenz gebaut. Weitere Lizenzbauten gab es in Bulgarien.

### Alpine A110 GT4
Der 1962 vorgestellte GT4 war eine 2+2-sitzige Version des A110. Er sollte als „Alpine familiale“ einen anderen Kundenkreis ansprechen, der mehr Komfort und Alltagstauglichkeit wünschte. Damit griff Alpine ein Konzept auf, das kurzzeitig bereits beim Vorgängermodell umgesetzt worden war.
Die Karosserie des GT4 war eigenständig. Anstelle des Fließhecks hatte das Auto ein Stufenheck mit trapezförmiger Dachlinie. Alpine verwendete zahlreiche Anbauteile der Renault Floride; dazu gehörten die Türgriffe, die Scheinwerfer und einige Teile der Innenausstattung. Die Antriebstechnik wurde weiterhin vom Renault 8 übernommen. Das Chassis wurde allerdings verlängert, um dem Komfortanspruch des Modells gerecht zu werden. Der Radstand betrug nun 2.270 mm. Zugleich war der GT4 30 mm höher als die Berlinette.
Die Kunststoffkarosserie des GT4 wurde von Chappe et Gessalin, einem in Brie-Comte-Robert ansässigen Karosseriebauunternehmen, hergestellt. Chappe et Gessalin bauten die Autos auch zusammen, lackierten es und installierten die Innenausstattung. Schließlich wurden die Fahrzeuge nach Dieppe transportiert, wo Alpine-Mechaniker den Motor, das Fahrwerk und das Getriebe einbauten.
Der A110 GT4 wurde von 1962 bis 1969 in Frankreich in einer Stückzahl von 263 Fahrzeugen gebaut. Von 1965 bis 1974 fertigte Diesel National (DINA) in Mexico eine als Dinalpin bezeichnete Lizenzversion des A110 GT4. Hier entstanden noch einmal 118 Exemplare.

### Alpine A110 (2017)
Auf dem 87. Genfer Auto-Salon im März 2017 wurde als erstes Modell der wieder eingeführten Marke Alpine der A110 in der Première-Edition vorgestellt. Sowohl vom Äußeren als auch dem technischen Konzept her entspricht das 2017er Modell dem alten A110. So sind die Doppelscheinwerfer, die kompakten Abmessungen und der Leichtbau an das Konzept des alten A110 angelehnt, allerdings mit Mittelmotor statt Heckmotor.

## Hersteller, Vermarktung
Entwickler und Hersteller des Alpine A110 Berlinette ist der Sportwagenhersteller Alpine. In den Fahrzeugpapieren wird daher auch nur Alpine als Hersteller angegeben.
Die Verbindung der beiden Markennamen Alpine und Renault entstand aufgrund einer Zusammenarbeit im Rennsport. Der Name „Alpine Renault“ tauchte erstmals 1967 beim 24-Stunden-Rennen von Le Mans auf einem Alpine-Fahrzeug auf und wurde danach im Rennsport verwendet, wenn Renault finanziell beteiligt war. Eine derartige Verbindung von zwei Markennamen ist im Rennsport bis heute üblich. Erst nach 1967 wurde der Name „Alpine Renault“ auch bei dem Alpine A110 Berlinette verwendet.
Die ersten Jahre wurden Alpine-Fahrzeuge ausschließlich über die Alpine-Niederlassung in Paris vermarktet, so auch der Alpine A110. Ab 1965 verkauften auch Renault-Vertragshändler Fahrzeuge von Alpine. Die Zusammenarbeit zwischen Renault und Alpine bzw. Jean Rédélé (Gründer und damaliger Eigentümer der Marke Alpine) ergab sich durch einen Zufall. Der Vater von Jean Rédélé war Renault-Vertragshändler, sodass Jean Rédélé die Renault-Werkstatt des Vaters übernahm und diesen Kontakt zu Renault für sich nutzen wollte. Anfangs hatte Renault an einem Verkauf der Alpine-Fahrzeuge kein Interesse und lehnte eine Zusammenarbeit ab. Erst 1965, nachdem Alpine im Rennsport viele Erfolge nachweisen konnte, stimmte Renault einer Zusammenarbeit zu. Jean Rédélé konnte seine Fahrzeuge so einem größeren Kundenkreis anbieten. Es war zu diesem Zeitpunkt nicht mehr als eine Zusammenarbeit von zwei Automobilherstellern, die erst in den 1970er-Jahren mit einer schrittweisen Übernahme der Marke Alpine und dem vollständigen Verkauf der Marke an Renault endete.
Jean Rédélé arbeitete jedoch nicht nur mit Renault zusammen, sondern auch mit Citroën, mit Willys-Overland, mit ETO-Bullet, mit Chappe et Gessalin, mit F.A.S.A., mit DINA, mit Gillet d’Herstal und mit Giovanni Michelotti. Mit O.S.I. (Officine Stampaggi Industriali) arbeitete Alpine an aus Kunststoff geformten Bodengruppen für Ferrari.
Die Lizenzbauten des Alpine A110 wurden als Bulgaralpine, Dinalpin und FASA Alpine verkauft. Die Lizenzbauten von Willys Overland entsprachen dem Alpine A108. Dort wurden keine Modelle des A110 gebaut.

## Motorsport

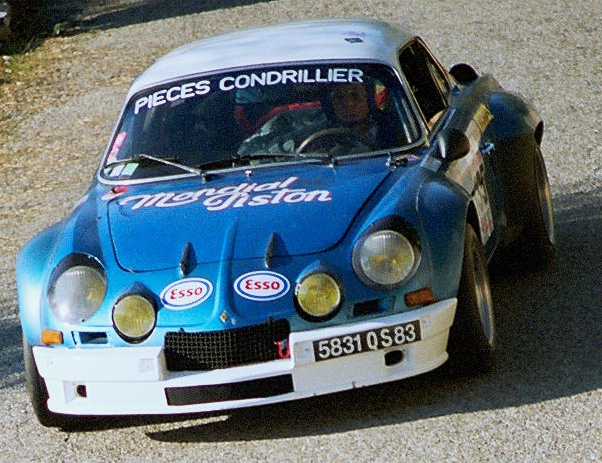
Alpine A110 1800 Gruppe 4

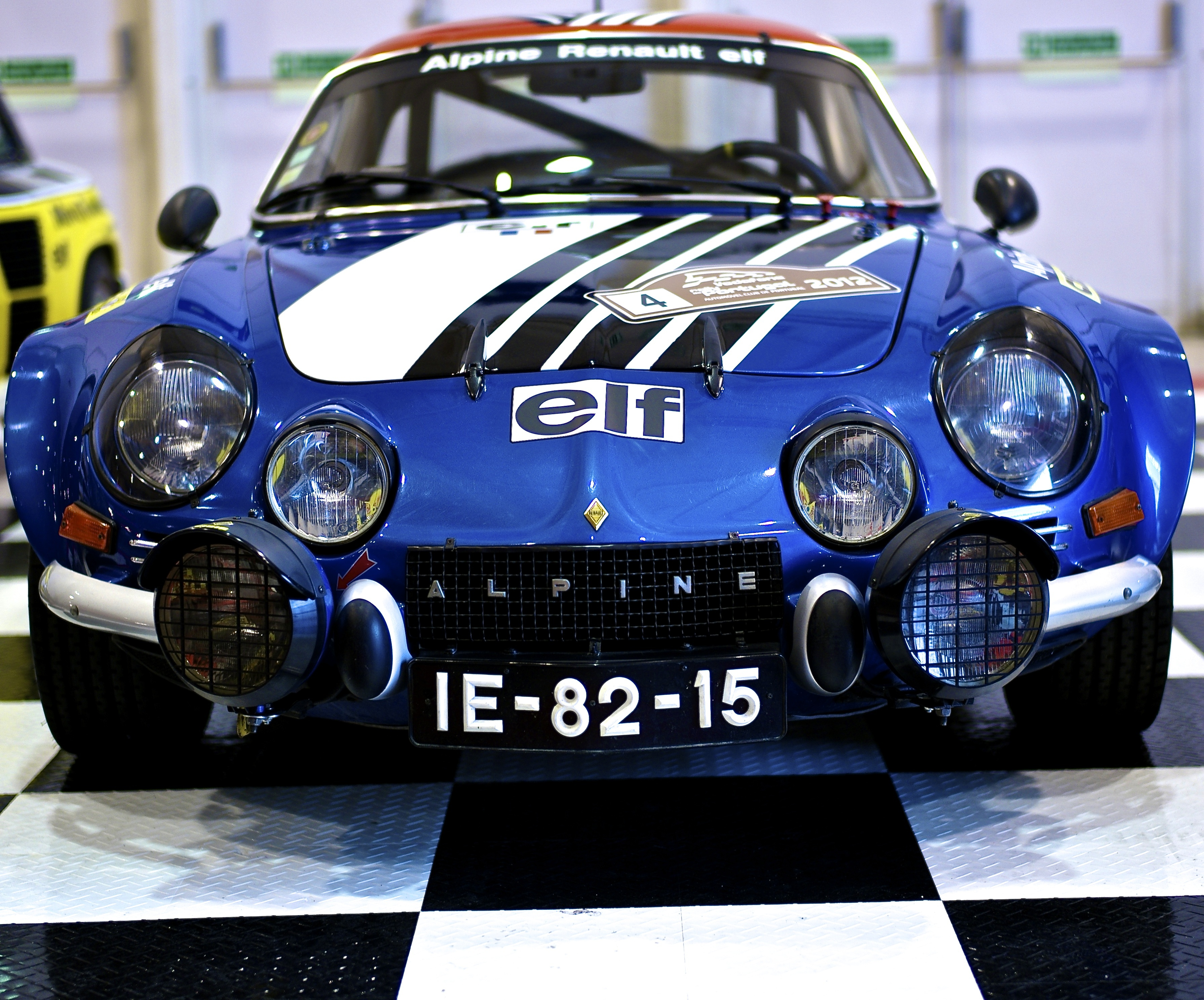
Alpine A110 Teilnehmer der Rally de Portugal 2012

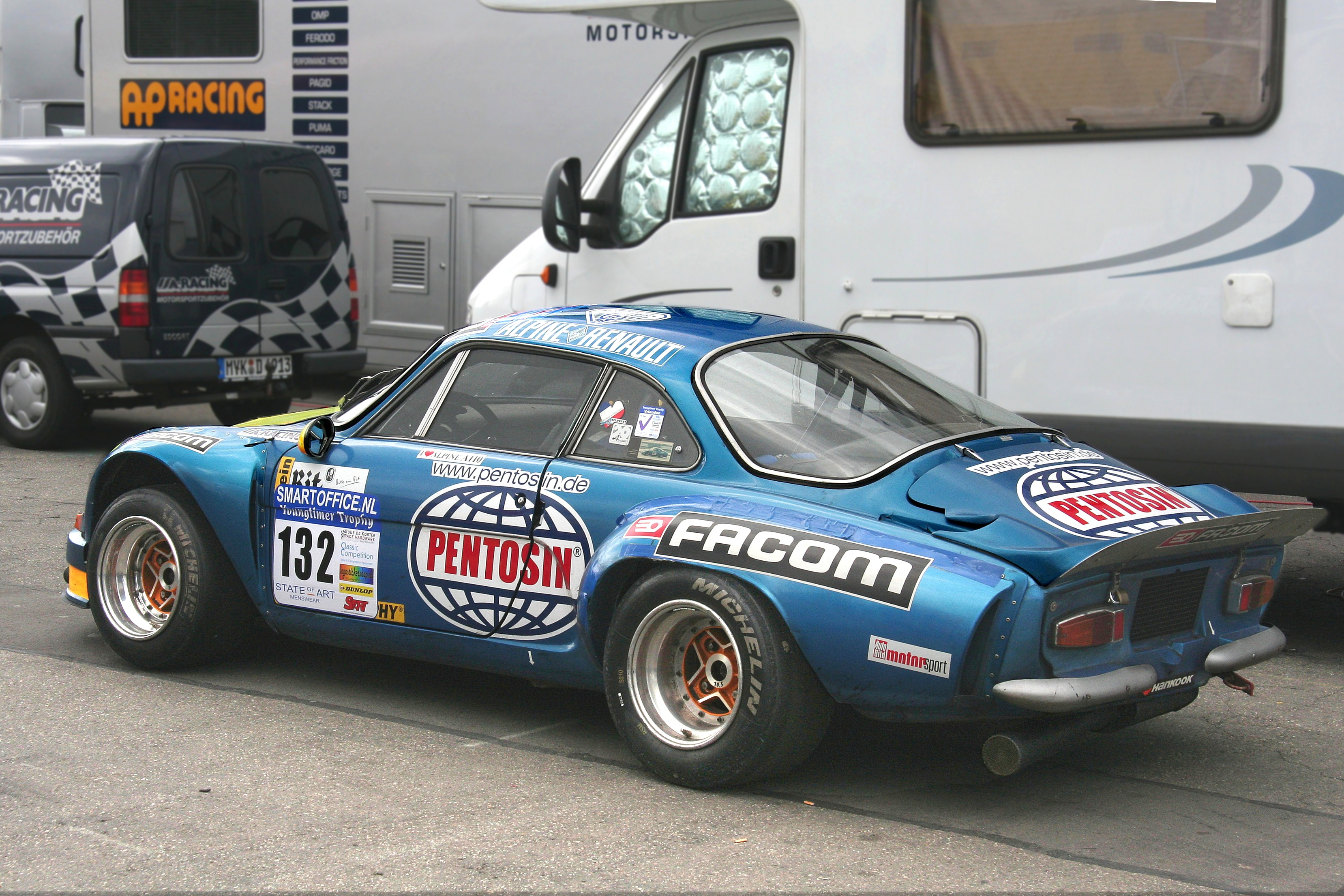
… beim Oldtimer Festival 2007 im Fahrerlager des Nürburgrings

Der Alpine A110 wurde von 1963 werksseitig im Motorsport eingesetzt und erzielte dabei zahlreiche Erfolge. Der Schwerpunkt lag dabei auf Rallyeveranstaltungen und Etappenrennen. Anfänglich konzentrierte Alpine den Werkseinsatz auf französische Veranstaltungen wie die Rallye Monte Carlo, die Rallye Lyon-Charbonnières oder die Tour de France für Automobile. Die kleinen Autos mit ihren 1,1 Liter großen Motoren hatten es schwer, sich gegen die stärker motorisierten Konkurrenten durchzusetzen. Gleichwohl erreichten Alpines Werksfahrer bei diesen Veranstaltungen einige Klassensiege. Ab 1966 wurden Alpines Autos konkurrenzfähiger. Alpine erhielt seit dieser Zeit finanzielle Unterstützung von Renault. 1966 erschien der A110 Berlinette 1300. Das Werksteam ging mit Jean Vinatier, Mauro und Lucien Bianchi sowie Gérard Larrousse an den Start. Larrousse wurde 1967 französischer Vize-Rallyemeister, und Jean-Claude Andruet gewann 1968 die französische Rallyemeisterschaft auf Alpine. Im folgenden Jahr gewannen Alpines Piloten drei französische Rallye-Titel. Nach diesem Erfolg erweiterte das Werk seinen Einsatz auf europäische Rallyeläufe und ab 1973 auf die Rallye-Weltmeisterschaft. Hier trat es mit dem A110 1800 an, der für die Gruppe 4 (Spezial-Grand-Tourisme-Wagen mit einer Jahresproduktion von 500 Fahrzeugen) homologiert war. 1973, im ersten Jahr der WRC, gewannen Alpine-Piloten sechs Gesamtsiege bei den Läufen der Rallye-Weltmeisterschaft. Einzelne A110s wurden für Rundstreckenrennen zu Gruppe 5-Fahrzeugen aufgerüstet und erzielten auch hierbei Klassensiege.

## Technische Daten
| Alpine A110:               | 1300 S (1969)                                                                         | 1600 (1970)                                                                           | 1600 S (1970)                                                                         | 1800 Gruppe 4 (1978)                                                                  |
| -------------------------- | ------------------------------------------------------------------------------------- | ------------------------------------------------------------------------------------- | ------------------------------------------------------------------------------------- | ------------------------------------------------------------------------------------- |
| Motor:                     | 4-Zylinder-Reihenmotor im Heck (Renault)                                              | 4-Zylinder-Reihenmotor im Heck (Renault)                                              | 4-Zylinder-Reihenmotor im Heck (Renault)                                              | 4-Zylinder-Reihenmotor im Heck (Renault)                                              |
| Hubraum:                   | 1296 cm³                                                                              | 1565 cm³                                                                              | 1565 cm³                                                                              | 1796 cm³                                                                              |
| Bohrung × Hub:             | 75,7 × 72 mm                                                                          | 77 × 84 mm                                                                            | 77 × 84 mm                                                                            | 82,5 × 84 mm                                                                          |
| Leistung:                  | 85 kW (115 PS) bei 7200                                                               | 68 kW (92 PS) bei 5500                                                                | 101 kW (138 PS) bei 7200                                                              | 129 kW (175 PS) bei 7200                                                              |
| Max. Drehmoment bei 1/min: | 122 Nm bei 4500                                                                       | 137 Nm bei 4000                                                                       | 144 Nm bei 5000                                                                       | –                                                                                     |
| Verdichtung:               | 12,0 : 1                                                                              | 8,6 : 1                                                                               | 10,2 : 1                                                                              | –                                                                                     |
| Ventilsteuerung:           | seitliche Nockenwelle, über Stoßstangen und Kipphebel betätigte hängende Ventile      | seitliche Nockenwelle, über Stoßstangen und Kipphebel betätigte hängende Ventile      | seitliche Nockenwelle, über Stoßstangen und Kipphebel betätigte hängende Ventile      | seitliche Nockenwelle, über Stoßstangen und Kipphebel betätigte hängende Ventile      |
| Kühlung:                   | Wasserkühlung mit Pumpe und Thermostat                                                | Wasserkühlung mit Pumpe und Thermostat                                                | Wasserkühlung mit Pumpe und Thermostat                                                | Wasserkühlung mit Pumpe und Thermostat                                                |
| Getriebe:                  | vollsynchronisiertes 5-Gang-Getriebe mit Mittelschaltung, Antrieb auf die Hinterräder | vollsynchronisiertes 5-Gang-Getriebe mit Mittelschaltung, Antrieb auf die Hinterräder | vollsynchronisiertes 5-Gang-Getriebe mit Mittelschaltung, Antrieb auf die Hinterräder | vollsynchronisiertes 5-Gang-Getriebe mit Mittelschaltung, Antrieb auf die Hinterräder |
| Karosserie:                | Zentralrohrrahmen, Kunststoffkarosserie                                               | Zentralrohrrahmen, Kunststoffkarosserie                                               | Zentralrohrrahmen, Kunststoffkarosserie                                               | Zentralrohrrahmen, Kunststoffkarosserie                                               |
| Radaufhängung vorn:        | Querlenker, Stabilisator                                                              | Querlenker, Stabilisator                                                              | Querlenker, Stabilisator                                                              | Querlenker, Stabilisator                                                              |
| Radaufhängung hinten:      | Pendelachse mit Längslenkern und Stabilisator                                         | Pendelachse mit Längslenkern und Stabilisator                                         | Pendelachse mit Längslenkern und Stabilisator                                         | Querlenker mit Stabilisator                                                           |
| Federung:                  | Schraubenfedern, hinten vier Stoßdämpfer                                              | Schraubenfedern, hinten vier Stoßdämpfer                                              | Schraubenfedern, hinten vier Stoßdämpfer                                              | Schraubenfedern, hinten vier Stoßdämpfer                                              |
| Spurweite vorn/hinten:     | 1296/1275 mm                                                                          | 1296/1275 mm                                                                          | 1296/1275 mm                                                                          | 1358/1337 mm                                                                          |
| Radstand:                  | 2100 mm                                                                               | 2100 mm                                                                               | 2100 mm                                                                               | 2100 mm                                                                               |
| Reifen/Felgen:             | 165 HR 13                                                                             | 145 HR 15                                                                             | 145 HR 15                                                                             | 16 × 53 × 13 vorn/18 × 53 × 13 hinten                                                 |
| Maße L × B × H:            | 3850 × 1450 × 1130 mm                                                                 | 3850 × 1450 × 1130 mm                                                                 | 3850 × 1450 × 1130 mm                                                                 | 3845 × 1600 × 1120 mm                                                                 |
| Leergewicht:               | 740 kg                                                                                | 750 kg                                                                                | 750 kg                                                                                | 710 kg                                                                                |
| Höchstgeschwindigkeit:     | 215 km/h                                                                              | 195 km/h                                                                              | 215 km/h                                                                              | 215 km/h                                                                              |

 Quellen:
auto, motor und sport, Heft 16/1969, S. 37
automodelle, Katalog 1970/71, Vereinigte Motorverlage
Renn- und Sportwagenkatalog 1979, Vereinigte Motorverlage